# Disfraz (álbum)
Disfraz es el título del álbum de la banda uruguaya Impalas. Fue grabado en 2017.
El disco fue presentado el 20 de octubre en la Sala Blanca Podestá del Teatro AGADU.
 La banda de rock Impala se creó en 2015, y sus integrantes son Mauricio Figueredo en voz y guitarra (ex Buenos Muchachos, La hermana menor), Leandro Dafau en guitarra y voz, (Pakidermos de Argentina), Lucía Pintos en bajo y Enzo Mega en batería.  
Disfraz fue grabarlo en Buenos Aires, en el Estudio Wuacala de Quilmes por Emilio Paravisi y mezclado y masterizado en el Estudio 2 La Martinica por Mauricio Figueredo. La fotografía de la tapa del álbum es de Bruno Dante Ferro y el diseño de Alejandro Perego y Lucía Pintos. Las canciones Medicina y Brillan tienen videoclip, donde se puede ver a los integrantes de la banda.

## Listado de temas
Todos los temas compuestos por Impalas excepto donde se indica:

| Disfraz |                    |          |  |
| N.º     | Título             | Duración |  |
| 1.      | «Baño de cotillón» | 3:46     |  |
| 2.      | «Brillan»          | 2:37     |  |
| 3.      | «Disfraz»          | 4:04     |  |
| 4.      | «Medicina»         | 2:54     |  |
| 5.      | «El oráculo»       | 3:01     |  |
| 6.      | «Cardumen»         | 4:03     |  |
| 7.      | «Sangre caliente»  | 3:38     |  |
| 8.      | «No parece acá»    | 3:08     |  |
| 9.      | «Romeo»            | 3:02     |  |
| 10.     | «Del Mar»          | 3:39     |  |
| 33:57   |                    |          |  |